# Pointe de la Négade
La pointe de la Négade est un cap situé au sud de la commune de Soulac-sur-Mer, dans le Médoc, dans le département de la Gironde et la région Nouvelle-Aquitaine. 

## Présentation
Cette avancée de terre est bordée par deux grandes plages quasi-rectilignes (plage de l'Amélie et plage du Gurp), la première obliquant de près de 30° par rapport à la seconde (direction nord-nord-est, sud-sud-ouest). Elle marque la séparation entre la Lède de la Négade et la Lède du Gurp. On y accède depuis un sentier de promenade (depuis l'Amélie) ainsi que par une piste cyclable (depuis Talais).

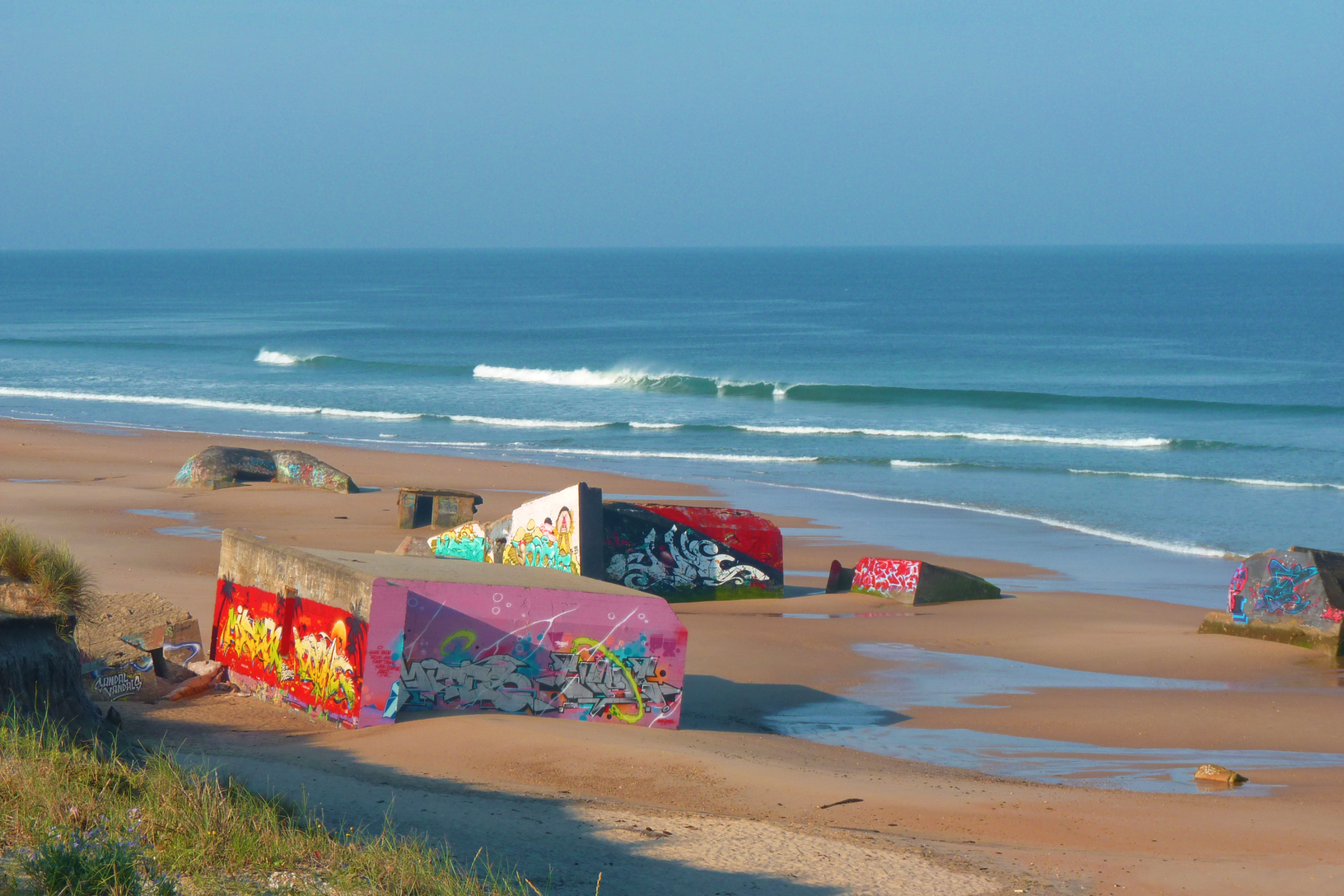
Plage du Gurp

Comprise dans le massif forestier de la pointe de Grave (forêt domaniale de la pointe de Grave), vaste pinède constituant l'extrémité septentrionale de la forêt des Landes, elle est soumise a une forte érosion. Ce phénomène a conduit à la mise au jour d'affleurements datés du Pléistocène, dans lesquels ont été retrouvés les restes fossilisés d'une espèce primitive d'éléphant (Elephas antiquus) en 1971.
Bordée par l'océan Atlantique (présence de courants violents et de dépressions appelées baïnes), elle est une des limites de l'embouchure de la Gironde (avec la pointe de la Coubre et l'Îlot de Cordouan).